# 젤레즈니키

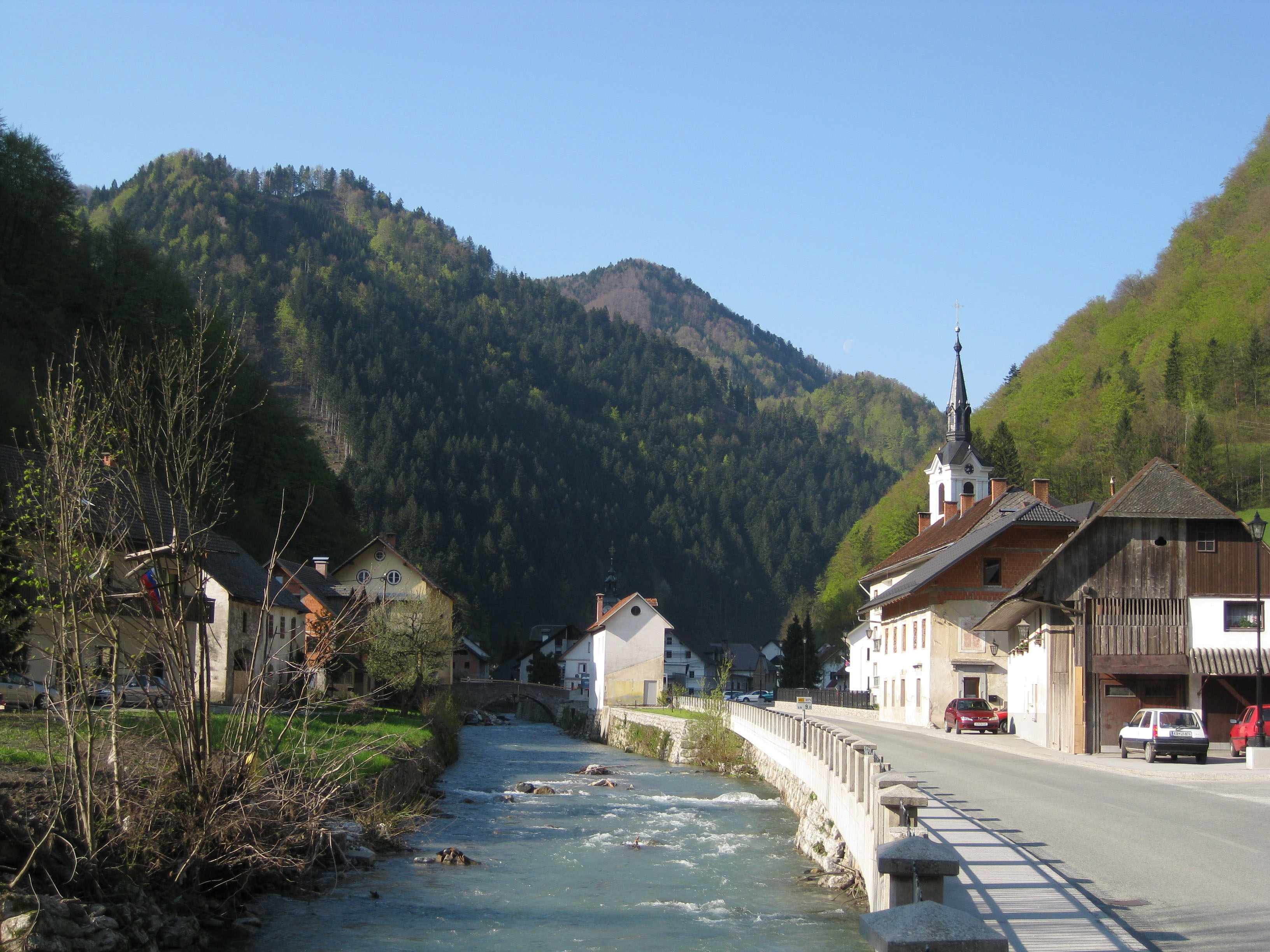
젤레즈니키

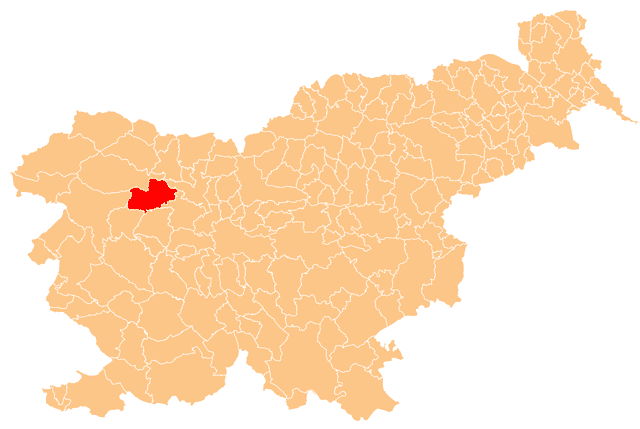
젤레즈니키의 위치

젤레즈니키(슬로베니아어: Železniki, 독일어: Eisern 아이제른[*])는 슬로베니아의 도시로 면적은 163.8km2, 높이는 450m, 인구는 6,786명(2002년 기준), 인구 밀도는 41.4명/km2이다.